# China Girl (David Bowie)
(China Girl, David Bowie)
China Girl è una canzone di David Bowie scritta in collaborazione con Iggy Pop ai tempi del loro soggiorno a Berlino di metà anni settanta.

## Il brano
La canzone apparve per la prima volta nell'album di Iggy Pop The Idiot del 1977, ma una notevole versione fu quella inclusa da David Bowie nel suo album Let's Dance del 1983 e pubblicata come singolo nel maggio dello stesso anno. Nel Regno Unito il singolo raggiunse la seconda posizione in classifica il 14 giugno 1983, e negli Stati Uniti si fermò alla decima posizione. Ottenne un notevole successo anche nelle classifiche di molti altri Paesi e costituisce uno dei singoli più venduti di Bowie. Paul Trynka, autore della biografia su Bowie intitolata Starman, afferma che la traccia fu ispirata dall'infatuazione di Iggy Pop per Kuelan Nguyen, una bellissima ragazza vietnamita conosciuta all'epoca della composizione del pezzo.
La versione sull'album The Idiot possiede una sonorità più "rock", ed è priva sia dei cori di accompagnamento sia della caratteristica introduzione di chitarra orientaleggiante presente nel remake di Bowie. Tale riff chitarristico fu ideato dal produttore Nile Rodgers che lo sottopose, esitante, all'attenzione di David Bowie che ne fu entusiasta. Sotto una patina commerciale, anche la versione di Bowie mantiene la nota sinistra già presente nella versione originale della canzone, dove si fa riferimento all'imperialismo e al saccheggio culturale messo in atto dall'occidente nei confronti dei Paesi più poveri:
You shouldn't mess with me

I'll ruin everything you are»
Non dovresti scherzare con me

Io ti rovinerò completamente»
(China Girl, David Bowie & Iggy Pop)
Nel testo anche echi del periodo di fascinazione di Bowie per i regimi totalitari nel periodo 1975/76:
Plans for everyone»
Ho progetti per ognuno di voi»
(China Girl, David Bowie & Iggy Pop)

### Video (versione di Bowie)
Il videoclip del brano, con la partecipazione della modella neozelandese Geeling Ng (la quale lavorava anche come cuoca, scelta in quanto unica di origine asiatica della sua agenzia), fu diretto dal regista David Mallet e girato principalmente nel distretto di Chinatown di Sydney, in Australia. A proposito della sua compagna sul set, Bowie disse: «Era una ragazza adorabile. Sono uscito con lei per un po' di tempo dopo le riprese del video, per un periodo diventò la mia ragazza».. Bowie descrisse il videoclip come: «una vignetta raffigurante la mia perenne infatuazione per tutto ciò che è asiatico». Anche se il video parodiava lo stereotipo femminile asiatico della geisha, fu aspramente criticato dalla femminista Ellie Hisama per non aver dato voce e una vera personalità femminile nel video. Il filmato originale include scene nelle quali Bowie e la Ng giacciono nudi in riva al mare baciandosi sulla spiaggia (una citazione dal film Da qui all'eternità), ma in tutte le versioni successive incluse nelle compilation VHS e DVD esse furono censurate. Il video si aggiudicò il premio di MTV per il "Best Male Video".

### Esecuzioni dal vivo
La canzone fu regolarmente eseguita nel corso degli show di Bowie per tutti gli anni ottanta. Altre versioni dal vivo sono apparse negli album VH1 Storytellers (2009) e A Reality Tour (2010).

## Tracce singolo
7" - EMI America / EA 157 (UK)
1. China Girl [Edit] (Bowie, Pop)  – 4:14
2. Shake It (Bowie) – 3:49

12" - EMI America / 12EA 157 (UK)
1. China Girl (Bowie, Pop)  – 5:32
2. Shake It [Remix] (Bowie) – 5:07

## Classifica
| Classifica (1983)                                                     | Posizione |
| --------------------------------------------------------------------- | --------- |
| Australian Singles Chart                                              | 15        |
| Austrian Singles Chart                                                | 2         |
| Canadian Singles Chart                                                | 2         |
| Dutch Singles Chart                                                   | 5         |
| Irish Singles Chart                                                   | 2         |
| German Singles Chart                                                  | 6         |
| Norwegian Singles Chart                                               | 7         |
| Swedish Singles Chart                                                 | 5         |
| Swiss Singles Chart                                                   | 1         |
| U.K. Singles Chart                                                    | 2         |
| U.S. Billboard Hot 100                                                | 10        |
| U.S. Billboard Hot Dance Club Play (in classifica insieme a Shake It) | 51        |
| U.S. Billboard Mainstream Rock Tracks                                 | 3         |

## Cover
- Nick Cave - Registrazione live a Melbourne della sua prima band The Boys Next Door, 1978.
- Anna Ternheim - Shoreline EP (2005)
- The White Stripes - Live
- The James - Nella ristampa del 1998 di Sit Down.